# Spanska revolutionen (1868)

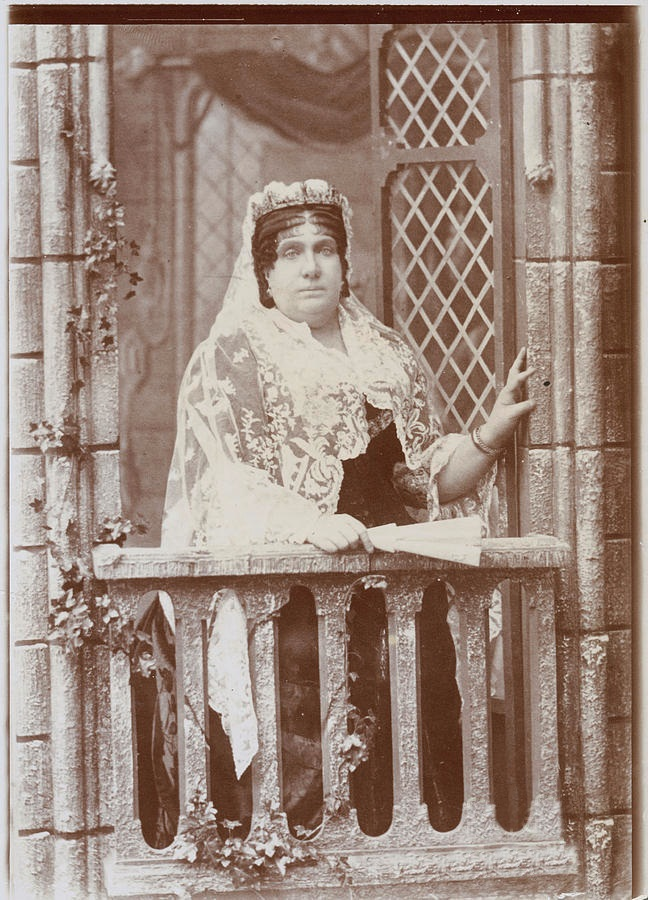
Drottning Isabella II av Spanien i exil i Paris

Den spanska revolution 1868 (spanska: La Gloriosa «den strålende revolusjon» )  och fick som följd att drottning Isabella II avsattes. Hon flyttade i exil till Frankrike.
Det var en revolt i Spanien som resulterade i att drottning Isabella II av Spanien blev avsatt och tvingades i exil i Paris. Upproret leddes av den katalanske generalen Juan Prim. Samme år inträffade en revolt bland officerarna vid San Gil barackerna i Madrid. Bägge händelserna visar på ett  allvarligt missnöje med den politiska ledningen i Spanien. Genom möten i Oostende 1866 och i Brüssel 1867, kom liberaler och republikaner som levde i exil i utlandet att enas om ett större uppror mot drottningen. Upproret skulle inte bare ersätta regeringens konservativa president med en liberal president, utan också störta Isabella från tronen. Hon ansågs vara källan till Spaniens inkompetenta ledarskap.
Drottning Isabella hade genom sitt utsvävande levnadssätt och sitt bigotteri gjort sig allmänt hatad, och missnöjet i Spanien nådde sin höjdpunkt, då konseljpresidenten Gonzalez Bravo 1868 lät deportera flera populära generaler och tvinga Isabellas svåger, hertigen av Montpensier i exil. I september 1868 gjorde sjöstridskrafter under amiral Juan Bautista Topete myteri i Cádiz. I september återvände också de deporterade generalerna till Spanien, ställde sig i spetsen för ett uppror. När generalerna Prim och Francisco Serrano fördömde regeringen gick en stor del av armén över till de revolutionära generalerna när de anlände till Spanien. Drottningen gjorde en kort styrkeuppvisning i slaget vid Alcolea, där hennes lojala moderadogeneraler under Manuel Pavia besegrades av general Serrano. Sedan reste drottning Isabella den 30 september över gränsen till Frankrike, tvingad till exil till Frankrike den 30 September. Hon drog sig tillbaka från spansk politik. Där levde hon i exil, på Palacio Castilla i Paris, fram till sin död 1904.